# (6523) Clube
(6523) Clube (1991 TC) – planetoida z grupy przecinających orbitę Marsa okrążająca Słońce w ciągu 4,31 lat w średniej odległości 2,65 j.a. Odkryta 1 października 1991 roku.